# 麻步镇
麻步镇是中华人民共和国浙江省温州市平阳县下辖的一个镇。
2016年1月23日，浙江省人民政府批复同意调整萧江镇管辖范围，增设麻步镇，镇政府驻永安街111号。
麻步镇以针织产业闻名，开创浙南针织先河，其为主要经济支柱。其中又有不少是家庭作坊式的小型针织厂，不少家庭以此为生。

## 行政区划
麻步镇下辖以下村级行政区划单位：
永安社区、万安社区、麻步村、雷渎村、欣雅村、新桥村、鳌寒村、雷锋村、黎明村、华亭村、陶贡村、西岙村、显桥村、郑家内村、下泛村、渔塘村、下堡村、前垟村、凤山头村、范龙村、横山村、水港村、江景村、沿口村、东坑村、西村、盖竹村、高阳村、仙垟村、宏寮村、河古村、岙底村、江湾村、高沙村、上周村、四十五村、富民村、华龙村、新华村、兴民村和燕州村。